# Rimbach-près-Guebwiller
Rimbach-près-Guebwiller è un comune francese di 218 abitanti situato nel dipartimento dell'Alto Reno nella regione del Grand Est.

## Società

### Evoluzione demografica
Abitanti censiti